# 12VHPWR

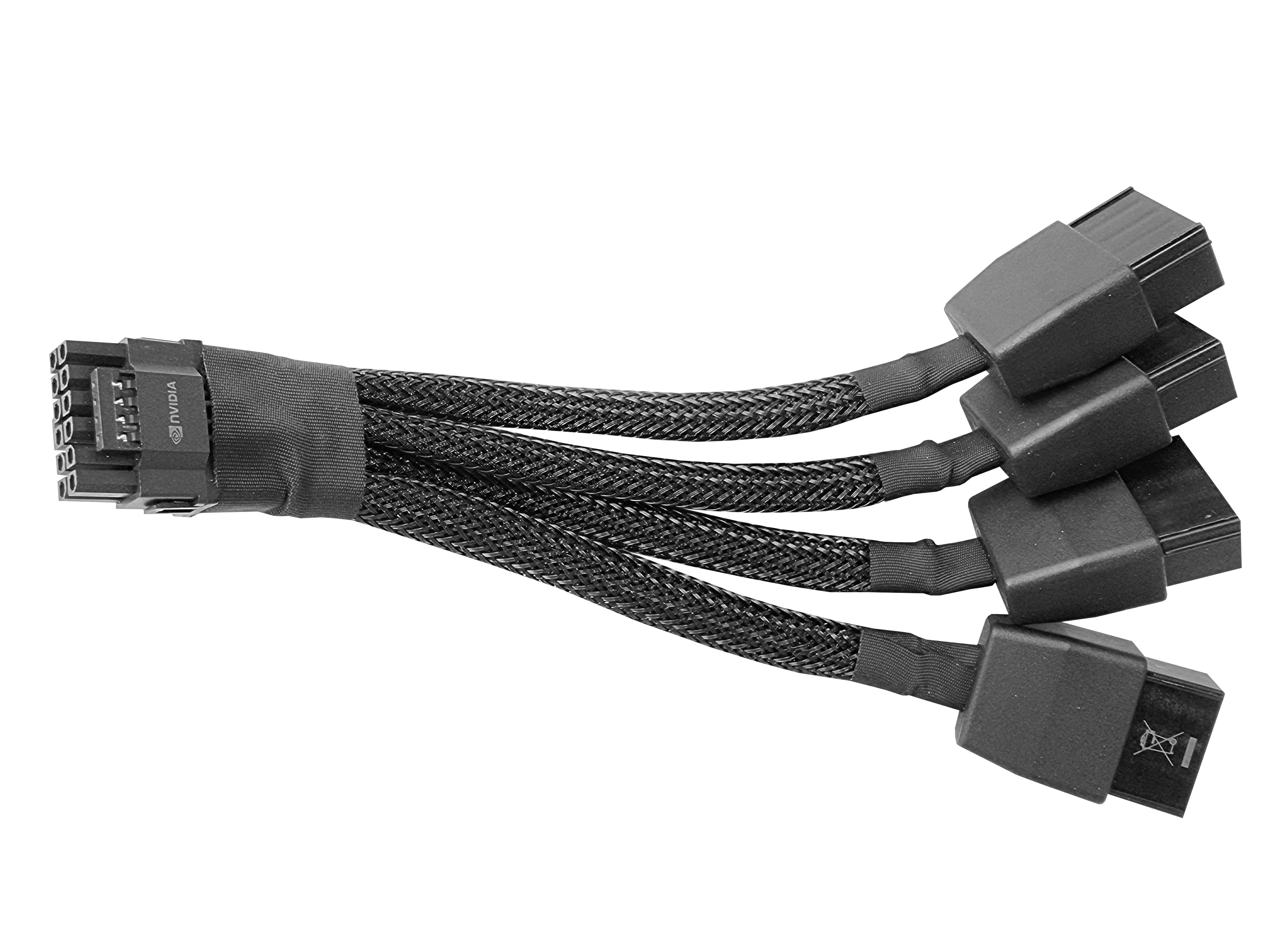
엔비디아 RTX 4090 카드에 포함된 12VHPWR 어댑터 (왼쪽은 12VHPWR 출력, 오른쪽은 4개의 8핀 입력)

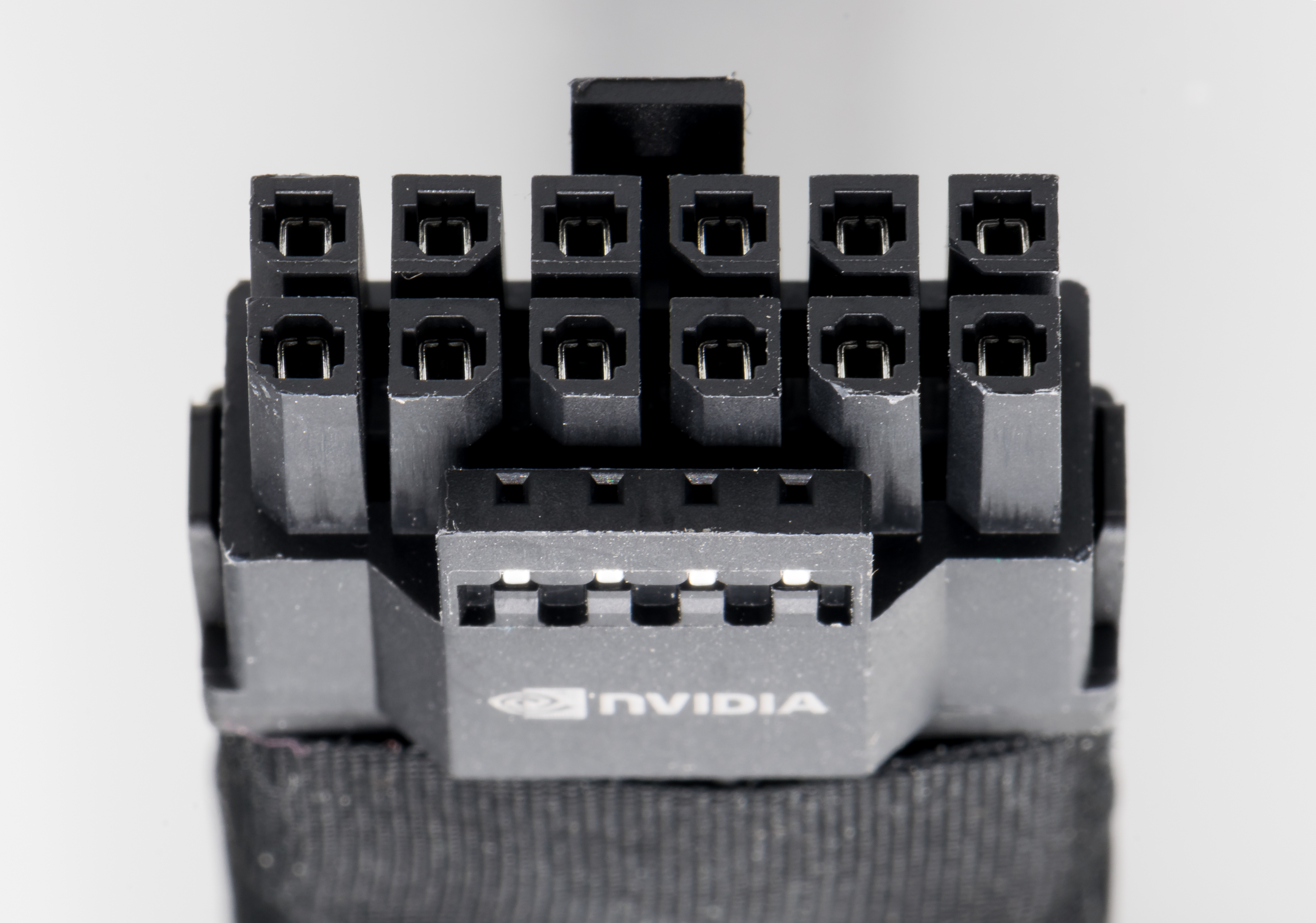
16핀 12VHPWR 커넥터

12VHPWR, 즉 16핀 12VHPWR 커넥터는 그래픽 처리 장치(GPU)를 최대 600W 전력 공급을 위해 컴퓨터 파워 서플라이에 연결하는 표준이다. 2022년 엔비디아가 이전 GPU용 6핀 및 8핀 전원 커넥터를 대체하기 위해 도입했다. 발표된 목적은 엔비디아 GPU의 증가하는 전력 요구 사항을 충족하는 것이었다. 이 커넥터는 PCI 익스프레스 5.0의 일부로 공식 채택되었다.
이 커넥터는 2023년에 도입된 12V-2x6 (H++)이라는 약간의 개정판으로 대체되었으며, 이는 GPU 및 파워 서플라이 측 소켓을 변경하여 전원 핀이 제대로 장착된 경우에만 센스 핀이 접촉되도록 했다. 케이블과 플러그는 변경되지 않았다.

## 개요
이 커넥터는 엔비디아 RTX 40 GPU에 처음 등장했다. 이전 엔비디아 RTX 30 시리즈는 "파운더스 에디션" 카드에서 유사한 독자적인 커넥터를 도입했는데, 이 역시 전력 공급을 위해 12개의 핀 배열을 사용했지만, 센스 핀은 없었다. (파운더스 에디션 RTX 3090 Ti의 커넥터에는 있었지만, 해당 카드에 포함된 어댑터에는 없었다.)
HPWR은 "High Power"의 약자인 16핀 12VHPWR 커넥터는 GPU에 최대 600와트의 더 높은 전력 공급을 지원하며, 이는 8핀 커넥터의 150와트 및 6핀 커넥터의 75와트에서 크게 증가한 것이다.
여러 개의 8핀을 하나의 16핀 커넥터로 변환하는 어댑터가 제공된다.
16핀 커넥터는 두 개의 평행한 열에 배열된 12개의 전원 핀과 최대 허용 전력 소모량을 전달하는 4개의 보조 센스 핀으로 구성된다.

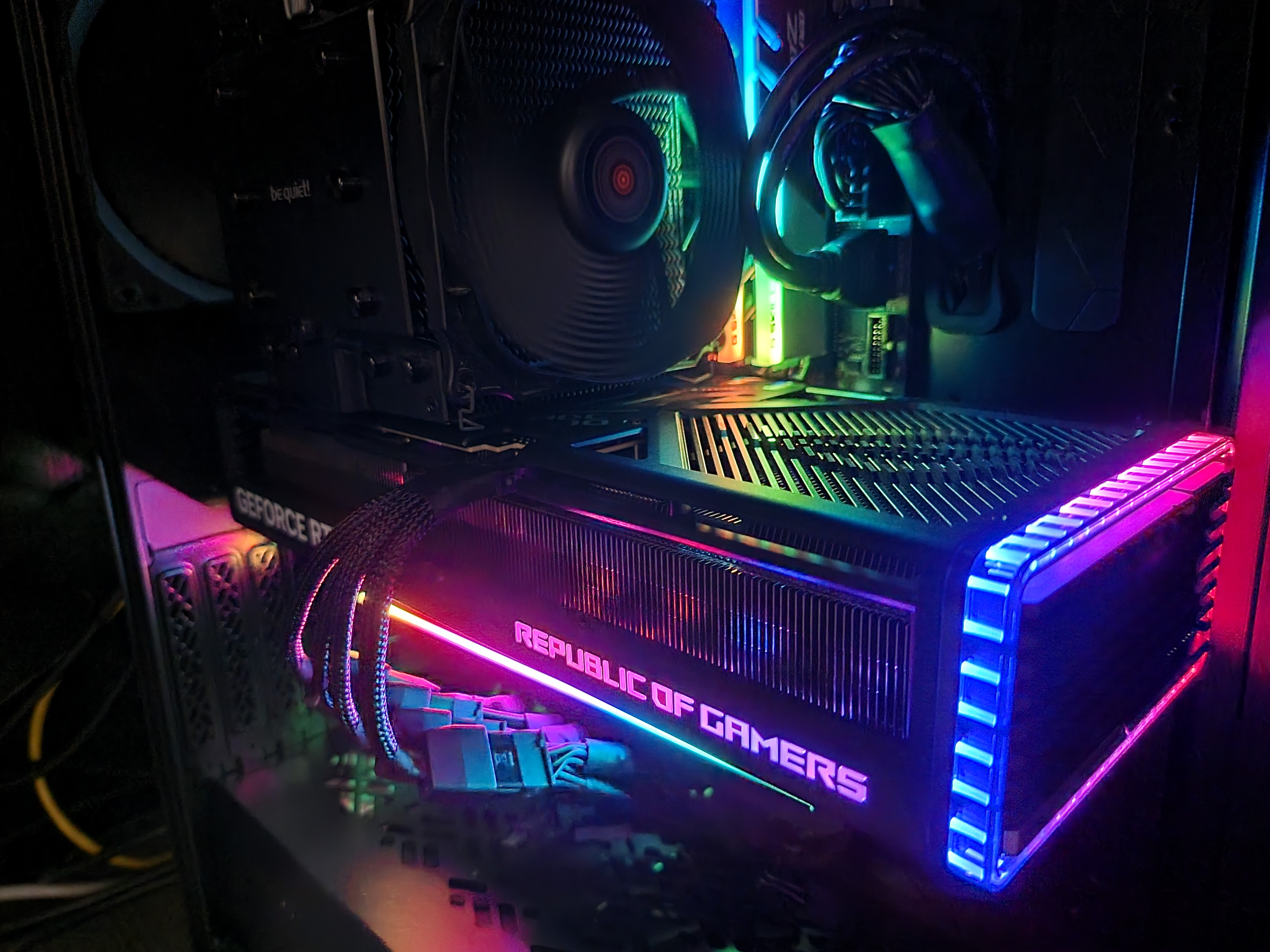
어댑터를 사용하여 12VHPWR 커넥터를 사용하는 아수스 스트릭스 RTX 4090

## 신뢰성 및 설계 변경

### 엔비디아 RTX 4090
새로운 커넥터를 사용한 첫 GPU인 엔비디아 RTX 4090의 일부 구매자들은 RTX 4090의 커넥터가 녹고 있다고 보고했으며, 이는 이를 설명하기 위한 여러 이론을 촉발했다. 조사 후 여러 소스는 주요 원인이 12VHPWR 커넥터가 완전히 장착되지 않은 상태에서 부하가 가해져 커넥터 핀의 과열을 초래하고, 이로 인해 플라스틱 하우징이 녹는 것이라고 보고했다.
12VHPWR 커넥터 생성을 담당하는 표준화 기구인 PCI-SIG는 실패에 따라 커넥터 사양을 변경하기로 결정했다.
녹는 12VHPWR 케이블에 대해 엔비디아를 상대로 집단 소송이 제기되었으며, 소송은 "현재 상태로 판매되어서는 안 되는 위험한 제품"이라고 명시하고 있다. 소송을 제기한 원고는 엔비디아가 부당 이득을 취하고, 제품 보증을 위반했으며, 사기를 저질렀다고 주장하며, 엔비디아가 피해를 입은 고객에게 배상금을 지불할 것을 요구하고 있다.
자체 조사 및 테스트 후 엔비디아는 녹는 커넥터에 대한 공식 성명을 발표했다. 그들은 녹는 커넥터가 12VHPWR 커넥터를 제대로 삽입하지 않아 부분적인 접촉을 유발하는 사용자 오류로 인해 발생한다고 판단했다. 그들은 녹는 커넥터로 영향을 받은 모든 RTX 4090에 대해 신속한 RMA 프로세스를 제공했다. PCI-SIG는 나중에 성명에서 엔비디아와 그 파트너는 사용자 오류를 고려하여 제품을 테스트해야 한다고 말했다.
사용자 오류에 대한 이러한 주장에도 불구하고, 이러한 문제를 해결하기 위한 개정된 커넥터 디자인이 12V-2x6이라는 새로운 이름으로 도입되었다.
2024년 2월, 미국 소비자 제품 안전 위원회는 케이블모드(Cablemod)에서 제조한 12VHPWR 어댑터에 대한 자발적 리콜을 발표했다. 리콜 서류에 따르면 272건의 보고서가 접수되었으며 약 25,300개가 출하되었다. 리콜은 초기 및 개정된 12V-2x6 (CEM 5.1) 디자인 모두를 사용하는 어댑터를 포함한다.
또한 새 커넥터는 접촉이 불안정해지기 전에 약 30~40회의 결합 주기라는 제한된 수명을 가지고 있다고 보고되었다.
구형 6핀 및 8핀 커넥터는 PCI SIG에서 지정한 전력 제한과 관련하여 제조업체에서 지정한 훨씬 큰 전류 용량을 가지고 있었다는 점이 주목되었다.
| 커넥터         | 8핀 전원                   | 12VHPWR (H+) / 12V-2x6 (H++) |
| -------------- | -------------------------- | ---------------------------- |
| 핀당 정격 전류 | 4 – 7 A                    | 9.5 A                        |
| 정격 전력      | 7 A × 12 V × 3 pin = 252 W | 9.5 A × 12 V × 6 pin = 684 W |
| 지정 전력      | 150 W                      | 525W/600 W                   |
| 안전 계수      | 1.68                       | 1.30/1.14                    |

각주
1. ↑  와이어 단면적에 따라 다름. HCS 타입 단자는 더 낮은 접촉 저항을 가지므로 훨씬 더 높은 전류와 더 많은 결합 주기를 허용한다.
2. ↑  12V에서 모든 해당 핀이 로드된 전체 커넥터에 대한 값. 구형 8핀 전원 커넥터는 접지와 12V 각각에 세 개의 핀만 사용한다. 이 계산에서는 ATX 2.0/3.0 허용 범위를 고려하는 대신 공칭 전압이 사용된다.
3. ↑  PCI-SIG CEM 사양에 지정됨

### 엔비디아 RTX 5090
12VHPWR은 지포스 RTX 50 시리즈 출시 이후 다시 비판을 받고 있다. 특히 고성능 RTX 5090 그래픽 카드에서 케이블이 녹는 현상이 발생했기 때문이다. 이러한 결함은 현재 RTX 5090 파운더스 에디션에서만 확인되었지만, 션트 저항 제거는 새로운 엔비디아 카드의 재설계가 모든 카드를 이러한 결함에 노출시킨다. 아수스 카드 및 일부 다른 브랜드는 잠재적인 과열을 감지하고 사용자에게 경고하기 위해 추가 션트 저항을 추가하지만, 동적으로 전류 균형을 맞추고 과열을 방지하는 기능은 없다.
지난 몇 세대 플래그십 엔비디아 GPU의 하드웨어 설계를 분석한 결과 중요한 변화가 나타났다. 이전 6핀 또는 8핀 전원 커넥터를 사용하는 GPU 모델은 일반적으로 각 커넥터당 별도의 전류 센서를 가졌다. 이를 통해 GPU는 부하가 커넥터 간에 균등하게 분산되는지 모니터링할 수 있었다. 엔비디아 RTX 30 시리즈는 12VHPWR 커넥터의 12V 핀 6개를 세 그룹으로 나누어 독립적으로 모니터링함으로써 동일한 기능을 달성했다. 엔비디아 RTX 40 시리즈부터는 12VHPWR 커넥터의 모든 12V 핀이 내부적으로 함께 연결되어 있어 GPU는 모든 핀이 제대로 접촉하는지 알 수 없다. 이 경우 GPU는 단 하나의 핀을 통해 많은 전류를 흘리려고 할 수 있으며, 이는 결과적으로 과도한 열 방출 및 커넥터와 와이어가 녹는 결과를 초래할 수 있다. 동일한 문제는 사파이어 Radeon RX 9070 XT Nitro+에서도 발견되었다.

## 같이 보기
- 그래픽 처리 장치
- 전원 공급 장치 (컴퓨터)